# Анастас Гранитски
Анастас Гранитски е български писател, преводач.

## Биография
Анастас Гранитски е роден в Котел през 1825 г. (1830 според други източници). Баща му поп Петър, както и дядо му Стаю Чорбаджи са известни котленски първенци. Учи при Сава Доброплодни (който по това време е в Котел), в Сливен, в Цариград, където учи в Куручешменската гръцка гимназия, а по-късно – в Медицинско-хирургическата академия в Галата сарай. Коректор в печатницата на Йосиф Романов в Букурещ, секретар в сръбската легация в Цариград. Учител в Свищов, Шумен (1859 – 1863), Ловеч (1863) и Търново, където се установява в началото на 60-те години на 19 век. Тук се жени за Пелагия, дъщерята на местния първенец Никола Маждрака, една от основателките на женско благотворително и просветно дружество в града. Преподава френски, турски, гръцки и български език. В различни периоди е близък със Стефан Богориди, Георги Раковски, Неофит Бозвели, П. Р. Славейков, Иван Богоров, Любен Каравелов и др.
Един от редовните сътрудници на Цариградски вестник, сътрудник на редактора Александър Екзарх, а според собствените му твърдения и редактор на изданието. Сътрудничи на арменския печатар Тадей Дивитчиан, за когото „изправя“ (което вероятно ще рече „редактира“) няколко книги – „Кратко описание за Света гора Атонска от священоиподидякона А. Хилендареца“ (1853) и поредното издание на „Книга нарицаема митарства…“ (1853), включваща няколко произведения, едно от които е отново описанието на х. Антоний Хилендарец.
Книжовните му интереси са твърде широки. Първият му труд е превода на „Сборниче за холерата“. Тази книга е резултат от усилията на правителството да се справи с върлуващата по това време страшна болест. Написана на турски и преведена на езиците на народите в империята, тя съдържа кратки исторически сведения, описание на симптомите, препоръки за профилактика и лечение и пр. След три години превежда от френски, „Гигиена. Начин за сохранение на здравието“. Основното медицинско съчинение, преведено от Гранитски, е тритомната (общо 530 страници) „Практическа медицина. Съчинение Д. Пирово“. Другата обемна и много популярна навремето негова книга е „Търговско ръководство“, която се радва на много спомоществователи.
Гранитски съставя няколко гадателни книги, в които са представени божества от старогръцкия пантеон, вмъкнати са и негови авторски стихове – „Пития или гледание за щастие“ и „Знаменитаго астронома Казамий месецослов предвещателний. Содержающий всеобщое умозрение за лето 1850“. Близък до тях е и превода му от гръцки на „Поучителни речи на старите философи“. Гранитски подготвя и някои религиозни книги – „Краткий священий катихизис“, „Житие на светаго Кирила и Методий“, „Служба с житием Йоана Рилскаго“. През 1865 г. Гранитски подготвя прегледаното и поправено поредно (трето) издание на Софрониевия „Неделник“ – „Поучително евангелие. От Софрония Врачанскаго“ (1965).
Сред първите книжовни трудове на Гранитски е и „Буквар за малките деца“ (Цариград, 1849), подготвен заедно с Андон Никопит, от който не са запазени екземпляри; съществуват обяви и за други негови трудове – „Священа история“, „Учебник по френски език по Олендорфовата метода“. Неговите статии за езика влизат в полемика с Найден Геров.
В историята на българската литература Гранитски вероятно ще остане като преводач. Той се насочва към две произведения с особено място в литературния живот от това време, публикувани като подлистници на Цариградски вестник, а след това и в самостоятелни книги – „Индийска хижа“ (1850) и „Павел и Виргиния“ от Бернарден дьо Сен Пиер. Преводите са направени от гръцките варианти в мерена реч, дело на българина Никола Пиколо, като е използван и френският текст. Двете повести са едни от върховите изяви на сантименталната книжнина на Българското възраждане, както и на взривно налагащото се по това време преосмислено отношение към любовта в литературата. През 1851 – 52 г. в Цариградски вестник е поместен един друг подлистник – „Училище за децата“, излязъл в самостоятелно издание през 1853 г. Към тази творба на френската писателка от XVІІІ век Мари Льопренс дьо Бомон, преведена от Гранитски, по-късно се насочват Кръстьо Пишурка, Илия Блъсков и др. Техните преводи също са популярни, имат по няколко издания и много спомоществователи.
Специално място в творчеството на Гранитски заема една особена книга. Въпреки че за разлика от другите му текстове тя е подписана само с инициали – „съставил А. П. Г.“, това безспорно е най-личното му дело. Автобиографичният разказ и публицистичният патос се преплитат с тенденциозно представени, а вероятно и измислени факти и – „Истинний глас на България…“ В нея е включена вероятно първата печатна изява на Георги Раковски – възторжено писмо по повод изданието.

## Съчинения
- Сборниче за холерата… Цариград, 1848, 1849
- Християнско поучение или краткий священий катихизис. От греческото събинение А. Корай на болгарский язик превождал Анастасий П. Петров Гранитский, котялнин… В Константинополе, 1949
- Пития или гледание за щастие. Превождал от греческии Анастасий П. П. Гранитский. Уроженец Казанский в Болгарии. Напечата ся сос настояние Георгия Андреевича. В Цариград. В Типографии Т. Дивичиана. 1849
- Буквар за малките деца. Сочинение А. Гранитскаго и А. Никопита. Цариград, 1849
- Знаменитаго астронома Казамии месяцослов предвещателний. Содержащий всеобщо умозрение за лето 1850
- Разните фаси (четверти) на луната с примечание на приключения в них пророчества всеобщи… Издал Анастасий П. Петров Гранитски от Котел. В Цариграде, в типографии Т. Дивичиана, 1850
- Индийската хижа. Басноистория от Бернарден дьо Сен Пиер. Побългарил А. Гранитский. Цариград, типография „Ц. вестника“, 1850
- Павел и Виргиния Басноповест [от Бернарден дьо Сен Пиер]. Побългарил А. Гранитский. Цариград, типография „Ц. вестника“, 1850
- Гигиена. Начин за сохранение на здравието [от Орфил] Превод от французки по болгарски. Цариград, типография „Ц. вестника“, 1851
- Училище за децата. [от Мари Льопренс дьо Бомон] Превод от французки на болгарски [от А. Гранитски]. В типографията „Ц. вестника“, 1852
- Истинний глас на България или оправдание на българити пред сами себе и пред своите иноземни доброжелатели и благодетели, срещу лъжите и безбожните постъпки и действия, что е учинил с народното българско имя Александър Стоилов Бойоглу Ескизаарец (самозван лъжно Бейоглу Екзарх Българский). Съставил А. П., Цариград, 1853
- Практическа медицина. Разделена на три томове. Съчинение Д. Пирово. Превел на блъгарски Анастасий П. Петрович Кранитский от Котел или Казан… Константинопол, 1854
- Поучителни речи на старите философи. Превел А. П. Петрович Гранитский, а изданни от братия Димитрия и Христа Х. Иванович Смрикареви, самоковци, които ги посвящават самоковскому и цялому болгарскому юношеству. Цареград, книгопечатня „Ц. вестника“, 1854
- Тръговско ръководство за тръгувание, промишленост, мореплавание и за тръговски делания. Собствено пак за веществото на търговията; за състоянието на тръговията, на земледелието и на промишлеността в европейските дръжави; за монетити, камбиялити, теглилкити и меркити по тръговските градове; за дръжание на тръговски книги, за тръговски сметки и писмописания, за съчинение на главни търговски записи с нужните примири. С приложение на три сравнителни таблици за теглилкити и меркити по тръговските градища и едно по азбуки, оглавление за съдръжанието на книгата от К. Мелас. Преведено от гръцки и печятано с иждивението на Хр. Л. Хамамджиев. Превод А. П. Гранитскаго с няколко прибавления. Цариград, в печатницата Т. Дивитчиянова, 1858
- Разговори французско-български и правила за произношението на французкити букви. Писал А. П. Гранитский, а издал със свое иждивение Георгий Дончов, книгопродавец. Букурещ, книгопечатница на Йосифа Романов и съдр., 1859
- Житие на святаго Кирила и Методиа, съставил А. П. Гранитский, издал Петър Стоянов, търновец. Букурещ, в печатницата на Стефана Расидеска, 1865
- Руско-български разговори. Съставил А. П. Гранитский. Издава Ст. Маринов. Издание първо. Търново, печатница Л. Каравелов, 1878